# Gustav Dyekjær Giese
Gustav Dyekjær Giese (født 15. juli 1993 på Frederiksberg) er en dansk skuespiller, som blandt andet er kendt for sine roller i Nordvest og 9. april.

## Biografi
Han afsluttede i 2012 sin studentereksamen. I 2013 fik han sin skuespillerdebut i Michael Noers ungdoms- og gangsterdrama Nordvest, hvor han spillede den 18-årige indbrudstyv Casper, som kommer på tværs af en indvandrer-bandeleder, og senere nogle rockerrelaterede personer. I filmen spillede han desuden over for sin lillebror, Oscar Dyekjær Giese. Nordvest blev modtaget med gode anmeldelser og solgte 97.452 billetter i biograferne. Desuden blev han også Robert-nomineret i kategorien ’Bedste mandlige hovedrolle’, men tabte til Mads Mikkelsen for sin rolle i Jagten.
Derudover har han blandt andet medvirket i Når dyrene drømmer (2014), 9. april og I dine hænder (2015), Perfekte steder (2017) og Slave af Danmark (2025).

## Privat
Han er søn af filmklipper Morten Giese og producer Maja Dyekjær. Han har tidligere dannet par med Caroline Lindeneg ( - 2016), som lægger stemme til flere børnefilm.

## Filmografi
- Nordvest (2013)
- Når dyrene drømmer (2014)
- Heartless (tv-serie, 2014)
- 9. april (2015)
- I dine hænder (2015)
- King (kortfilm, 2015)
- Sommeren '92 (2015)
- Perfekte Steder (tv-serie, 2017)
- Et bedre liv (2019)
- De forbandede år (2020)
- Huset (tv-serie, 2023)
- Slave af Danmark (tv-serie, 2025)